# Żukowskij (Kraj Stawropolski)
Żukowskij (ros. Жуковский) – osiedle w Rosji, w Kraju Stawropolskim, w rejonie nowosielickim. W 2010 liczyło 403 mieszkańców.